# Síťový uzel
Síťový uzel (anglicky node) je v informatice označení pro zařízení v počítačových sítích, které slouží k jejich propojování nebo jako koncový bod. Koncovým bodem může být počítač, PDA, mobilní telefon. Propojovacím prvkem mohou být další síťová zařízení jako je switch (česky přepínač), hub (česky rozbočovač), repeater (česky opakovač), router (česky směrovač) nebo bridge (česky most). Uzly, které aktivně směrují data pro další síťové zařízení, jsou označovány jako „superuzly“ (supernode).
Každý uzel musí mít svoji MAC adresu nebo adresu řízení datového spoje (Data Link Control) v případě, že je to zařízení přinejmenším 2. vrstvy modelu OSI.
Síťový uzel je seskupení jednoho nebo více síťových elementů (v jedné nebo více sítích), které poskytuje síti související funkce, a je spravováno jako jednotlivá entita. Jednotlivá síť může obsahovat více než jeden síťový uzel. Síťový uzel je považován za synonymum k síťovému prvku (elementu) a je obvykle v jediné síti.